# پرستیژ (فیلم ۲۰۰۶)
پرستیژ یا حیثیت (انگلیسی: The Prestige) فیلم دلهره‌آور روان‌شناختیِ سالِ ۲۰۰۶ به کارگردانی کریستوفر نولان است که فیلم‌نامهٔ آن را به‌همراه برادرش جاناتان نوشته‌است. این فیلم بر پایهٔ رمانی به همین نام نوشتهٔ کریستوفر پریست است و داستان دو تردست رقیب با بازی هیو جکمن و کریستین بیل در دورهٔ ویکتوریای لندن را روایت می‌کند. آن‌ها با وسواسِ خلق بهترین نمایش تردستی صحنه‌ای، درگیر یک بازی رقابتی با نتایج مرگبار می‌شوند. اسکارلت جوهانسون، مایکل کین، پایپر پرابو، اندی سرکیس، ربکا هال، و دیوید بویی در نقش نیکولا تسلا دیگر بازیگران فیلم هستند. این فیلم دومین همکاری میان نولان و بازیگران، بیل و کین، از زمان بتمن آغاز می‌کند (۲۰۰۵) است.
پرستیژ در ۲۰ اکتبر ۲۰۰۶ اکران شد و بازخوردهای مثبتی از سوی منتقدان داشت. این فیلم ۱۰۹ میلیون دلار در سراسر جهان فروش داشت در حالی که بودجهٔ آن ۴۰ میلیون دلار بود. پرستیژ نامزد دریافت دو جایزهٔ اسکار در رشتهٔ بهترین طراحی صحنه و بهترین فیلم‌برداری شد. ای. وی. کلاب در سال ۲۰۰۹ پرستیژ را یکی از بهترین فیلم‌های دههٔ ۲۰۰۰ نامید. مجلهٔ امپایر نیز این فیلم را در میان یکی از ۱۰۰ فیلم برتر قرن بیست و یک رتبه‌بندی کرد.

## خلاصه داستان
آلفرد بوردن شعبده‌باز (کریستین بیل) به جرم قتل رابرت انجییر (هیو جکمن) محکوم می‌شود و در زندان تصمیم به خواندن خاطرات انجییر می‌کند.
فیلم به گذشته برمی‌گردد.
زمانی که هردو دستیاران میلتون شعبده باز (ریکی جی) با مبتکرش جان کاتر (مایکل کین) بودند، که در نمایشی جولیا همسر انجییر (پایپر پرابو) هنگام انجام حقه فرار از مخزن آب در مقابل چشمان تماشاگران خفه می‌شود و انجیر بوردن را مقصر می‌داند که او گره نامناسب بسته بوده‌است.
از اینجا به بعد این دو نفر تبدیل رقبای خونی هم که در اعمال همدیگر اخلال ایجاد می‌کنند، می‌شوند.
بوردن لقبش را استاد و برنارد فالون (مبهم) را به عنوان مبتکرش استخدام می‌کند،
در حالی که انجییر دانتون بزرگ و اولیویا (اسکارلت جوهانسون) دوست داشتنی را که در پرت کردن حواس تماشاگران می‌توانست کمکش کند را استخدام می‌کند.
سپس بوردن با سارا (ربکا هال) ملاقات و بعداً با او ازدواج کرده و صاحب دختری می‌شود. دیدن ازدواج بوردن خشم انجییر را برمی‌انگیزد و در نمایش گرفتن گلوله با دست بوردن خرابکاری می‌کند و هزینه‌ای که بوردن می‌پردازد، به قطع دو انگشتش منتهی می‌شود.
بوردن نیز هنگام حقه قفس پرنده انجییر اخلال ایجاد می‌کند، که منجر به قطع انگشتان تماشاگر و کشتن مفتضحانه کبوتر و خدشه دار شدن اعتبار دانتون بزرگ می‌شود.
بوردن به زودی با حقه انتقال انسان تماشاگران را حیرت‌زده می‌کند، اما انجییر حقه او را حدس می‌زند که احتمالاً از بدل استفاده می‌کند و روش او را چندان نمی‌پسندد. ولی با اصرار کاتر و اولیویا بالاخره قبول می‌کند بدل و همزادی برای خود پیدا کند. فردی که پیدا می‌شود، فاسد و اغلب مست است، (نقش او را هم جکمن بازی کرده) انجییر با سرقت ایده کلی بوردن و کمی تغییرات به موفقیت بیش از بوردن می‌رسد.
اما انجییر که از ماندن زیر سن و شنیدن صدای تماشاگران برای بدل خود راضی نیست، به دنبال کشف راز حقه بوردن، اولیویا را پیش بوردن می‌فرستد اما او که از انجییر ناراحت شده به او خیانت می‌کند و حتی عاشق بوردن می‌شود و به جای رموز بوردن، دفترچه خاطرات کلاهبرداریش را میاورد و انجییر که از رمز نوشتهایی آن پی نمی‌برد به اولیویا اجازه می‌دهد بیشتر با او نزدیک شود و رمزش را بفهمد. اما بالاخره بوردن بدل انجییر را پیدا کرده و می‌خرد و یک شب به‌طور کامل نمایشش را خراب می‌کند، به طوری‌که بدلش را از سقف آویزان و خودش را چلاق و صحنه را تبدیل به تبلیغ نمایش خود می‌کند.
سپس انجییر برای انتقام فالون را گروگان و زنده به گور می‌کند، تا رمزش را بگیرد. بوردن هم راز دفترچه اش «تسلا» ذکر می‌کند. (دانشمندی آمریکایی که در لندن دیده بوده)
انجییر با سفر به کلرادو، به ملاقات نیکولا تسلا (دیوید بویی) می‌رود. بعد از دیدن اختراعاتش از جمله روشن کردن لامپ بدون سیم و… از او حمایت مالی می‌کند، تا در نتیجه دستگاه منتقل‌کننده انسان را بسازد اما دستگاه درست عمل نمی‌کند و آن‌ها متوجه می‌شوند هرشی زیر آن کپی می‌شود. تسلا به قصد برطرف کردن مشکل دستگاه، زمان بیشتری طلب می‌کند. درحالی که دار و دسته رقیبش، ادیسون، به قصد تخریب آزمایشگاه او وارد شهر شده‌اند. در نتیجه تسلا فرار می‌کند ولی با نامه‌ای دستگاه را به انجییر می‌سپارد. انجییر به شهر خود (لندن) بازمی‌گردد و از کاتر دعوت به همکاری می‌کند. و در پشت صحنه با کارگرهای کور آخرین نمایش خود را آغاز می‌کند که باعث حیرت تماشاگران و حتی رقیبش می‌شود. بالاخره کنجکاوی برای پی بردن به راز، بوردن را به زیر سن می‌کشاند و با صحنه غرق شدن انجییر در مخزن آب مواجه شده و تلاشش برای نجات او بی‌ثمر می‌ماند. در نتیجه بوردن گرفتار شده و متهم به قتل انجییر می‌شود بوردن در زندان پیغامی دریافت می‌کند که دخترش به یتیم‌خانه خواهد رفت مگر به لرد کردلو رازش را بگوید.
زمانیکه لرد به همراه دختر به ملاقات بوردن می‌آید بوردن متوجه می‌شود که لرد همان انجییر است و رازش را در کاغذی به او می‌دهد ولی او می‌گوید دیگر برایش اهمیت ندارد چون روش او برنده شده‌است. در نهایت بوردن دار زده می‌شود و در همین زمان انجییر که در حال دفن رازهایش هست توسط بوردن تیر می‌خورد. بوردن افشا می‌کند که او و فالون در واقع برادرهای دوقلویی هستند که یکی عاشق سارا و دیگری عاشق اولیویا بوده‌اند و فداکاری‌های زیادی کردند، از جمله همسران و قطع انگشتانشان. انجییر هم رازش را افشا می‌کند که در هر نمایش در واقع خودکشی می‌کرده و معلوم نبوده از کجا سر درمی‌آورده؛ سپس انجیر بر اثر جراحت می‌میرد و بوردن صحنه را ترک می‌کند.

## بازیگران
- هیو جکمن
- کریستین بیل
- مایکل کین
- اسکارلت جوهانسون
- پایپر پرابو
- ربکا هال
- دیوید بویی در نقش نیکولا تسلا
- اندی سرکیس
- ریکی جی
- راجر ریس
- دابلیو. مورگان شپارد
- دانیل دیویس
- این ریتل